# Luca Grimaldi De Castro
Luca Grimaldi De Castro a été le 85e doge de Gênes du 1er mars 1605 au 2 mars 1607.